# Troubelice
Troubelice (en allemand : Treublitz) est une commune du district et de la région d'Olomouc, en République tchèque. Sa population s'élevait à 1 870 habitants en 2023.

## Géographie
Troubelice se trouve à 12 km au nord d'Uničov, à 16 km au nord-nord-est d'Olomouc, à 77 km au nord-est de Brno et à 193 km à l'est-sud-est de Prague.
La commune est limitée par Lipinka et Nová Hradečná au nord, par Šumvald à l'est, par Uničov au sud-est, par Medlov au sud, et par Klopina à l'ouest.

## Histoire
La première mention écrite de la localité date de 1334.

## Administration
La commune se compose de quatre sections :
- Troubelice
- Dědinka
- Lazce
- Pískov

## Galerie

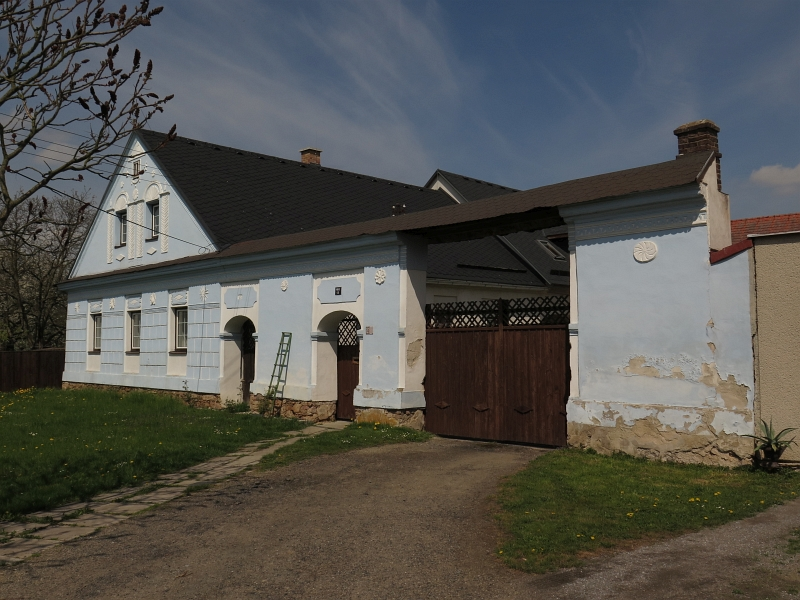
Maison rurale.
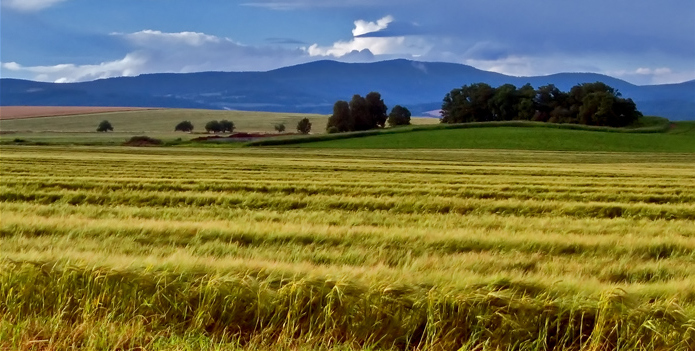
Paysage rural.

## Transports
Par la route, Troubelice se trouve à 7 km d'Uničov, à 32 km d'Olomouc, à 107 km de Brno et à 242 km de Prague.